# Grambling State Tigers

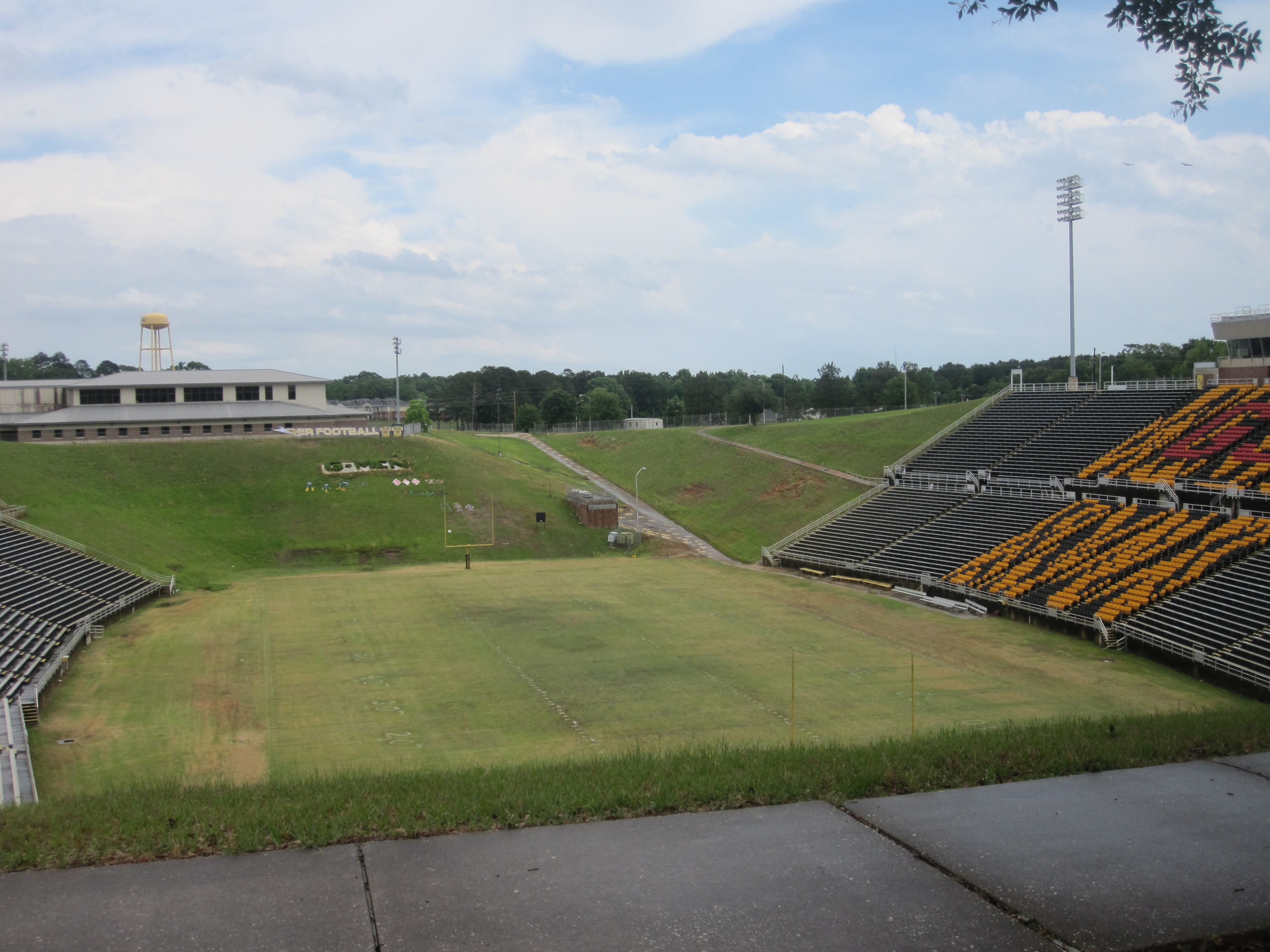
Eddie Robinson Stadium

Grambling State Tigers (español: Tigres de la Estatal de Grambling) es el equipo deportivo de la Universidad Estatal de Grambling, situada en la ciudad del mismo nombre, en el estado de Luisiana. Los equipos de los Tigers participan en las competiciones universitarias organizadas por la NCAA, y forman parte de la Southwestern Athletic Conference. A los equipos femeninos se les denomina Lady Tigers.

## Programa deportivo
Los Tigers participan en las siguientes modalidades deportivas:
| - Masculino - Béisbol - Baloncesto - Cross - Fútbol americano - Atletismo | - Femenino - Baloncesto - Cross - Bolos - Tenis - Fútbol - Softball - Voleibol - Atletismo |

### Baloncesto
El equipo de baloncesto no ha logrado clasificarse en ninguna ocasión para la fase final de la NCAA. A pesar de ello, 11 de sus jugadores han llegado a la NBA, destacando entre todos ellos el miembro del Basketball Hall of Fame Willis Reed, y el que fuera estrella el Banco di Roma de la liga italiana Larry Wright.

### Fútbol americano
El equipo de fútbol americano ha conseguido ganar en 4 ocasiones el título de conferencia de la SWAC. Un total de 108 jugadores salidos de sus aulas han llegado a jugar en la NFL, de los cuales 4 de ellos lo hacen en la actualidad.